# 이라크의 총리

이라크의 국장

이라크의 총리는 이라크의 정부 수반이자 국군 최고사령관이며, 행정부의 수장이자 국가의 전반적인 정책을 집행하는 책임을 맡는다. 이라크는 총리가 실권을 행사하는 의원내각제 연방 공화국으로 총리는 정부수반 및 군통수권자로 내각을 지휘한다.
이 직위는 이라크에서 1920년에 제정되었다. 이라크왕국에서는 총리가 국가의 행정권을 담당하였고, 이는 1958년 이라크 공화국이 수립된 후에도 계속되었으므로 총리가 가장 중요한 직위였다 그 나라에서. 그러나 1964년 헌법이 제정되면서 상황은 바뀌었다 공화국의 대통령직이 늘어나는 대가로 총리직이라는 상징성이 사라졌기 때문이다. 1968년부터 2003년까지 바트당 독재 기간 동안에 이라크의 대통령은 종종 총리직을 역임하기도 했다.
2005년 이라크 헌법 제76조에 따르면, 대통령은 총선 후 15일 이내에 하원에서 최대 다수당을 차지한 정당에서 추천한 후보를 총리로 지명하여 내각 구성권을 부여하며, 총리 지명자는 30일 이내에 내각을 구성하여 의회에 제출하여야 한다. 이는 국회가 정부에 신뢰를 주기 위함이다.
2004년 상징적인 국가원수인 대통령과 2명의 부통령, 실질적인 행정수반 권한을 갖는 총리 등을 요직으로 하는 이라크 임시 정부를 구성하였고, 2005년 헌법으로 공식화되었다.

## 같이 보기
- 이라크의 총리 목록